# Horacio Cordero
Horacio Raúl Cordero Vásquez (né le 22 mai 1950 à Buenos Aires) est un footballeur et entraîneur argentin de football. Il a dirigé les sélections du Guatemala et du Costa Rica.